# San Pedro de la Bendita
San Pedro de la Bendita es una parroquia del cantón Catamayo, provincia de Loja, Ecuador, que se asienta en las faldas del cerro Urcupunta.

## Historia
San Pedro de la Bendita es una de las parroquias más antiguas.
La primera población de la parroquia fue en el sitio de Zaya-Zayo, ahora llamado Pueblo Viejo, donde aún se encuentran los vestigios de la antigua población.
Los antepasados se vieron obligados a abandonar este lugar por las inclemencias del tiempo, como por ejemplo los vientos insoportables, debiendo bajar al valle al que ellos consideraron un sitio estratégico y donde hoy se encuentra la población.
La población actual se debe a 3 corrientes étnicas: indígena, blanca y mestiza.

### Indígena
Descendientes de los Paltas que se asentaron en las inmediaciones de la semiplanícies, ubicadas sobre los cerros de: Urcupunta, Achupallas y la Cordillera de la Chinchas.Fundaron el pueblo Zaya-Zayo integrado por los indígenas de apellidos: Yauri, Tenezaca, Saraguro, Tuza, Curipoma; incrementándose posteriormente con los Lima , Lapo, Chuquimarca,Lituma, entre otros. Esta población soporto por varias décadas las inclemencias del tiempo, viéndose obligados a abandonar sus terruños por los rigores de la naturaleza de aquel entonces como: abundantes lluvias, fuertes e insoportables vientos, tormentas eléctricas, etc, en la búsqueda de un clima más benigno se trasladaron a la población actual de San Pedro de la Bendita dejando Zaya-Zayo que ahora se lo conoce como "pueblo viejo"

## Origen del nombre
Se originó de acuerdo a dos versiones:
- Primera versión

Lleva el nombre de San Pedro, en honor al apóstol Pedro y Bendita por devoción a la Virgen Bendita de las Nieves, patrona del lugar.
- Segunda versión

El nombre de San Pedro, según personas ancianas de la localidad, es por el apóstol Pedro y Bendita porque muchos años atrás existía una hacienda la cual era muy grande y producía toda clase de productos, después fue donada a los pobladores de Zaya-Zayo, por el mal tiempo que azotaba a ese lugar.

## Clima
El clima de San Pedro de la Bendita es cálido seco, muy suave por las tardes debido a la brisa, por encontrarse en las faldas del cerro constantemente existe agua de riego aunque las lluvias sean escasas.

## Festividades religiosas
- Primer domingo de mayo, fiestas en honor a San Vicente Ferrer.
- 29 de junio, fiestas por su patrono San Pedro y San Pablo.
- 5 de agosto, programa en honor a su Patrona la Virgen de las Nieves.
- El 17 de agosto es una fecha especial por la visita de la Imagen de la Virgen de El Cisne.
- Del 6 al 17 de noviembre, por el retorno de la Imagen de la Virgen del Cisne

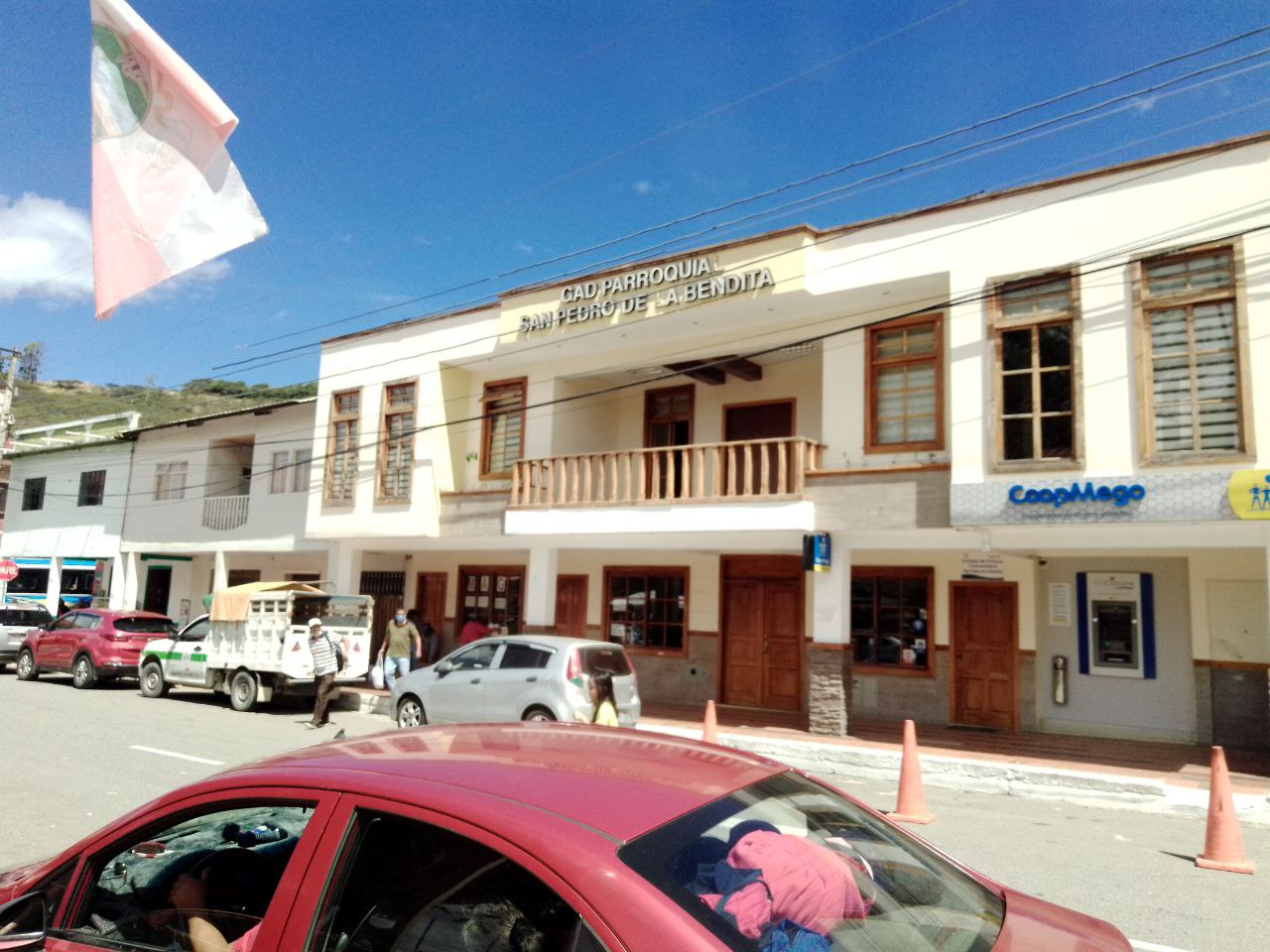
GAD Parroquial de San Pedro de la Bendita

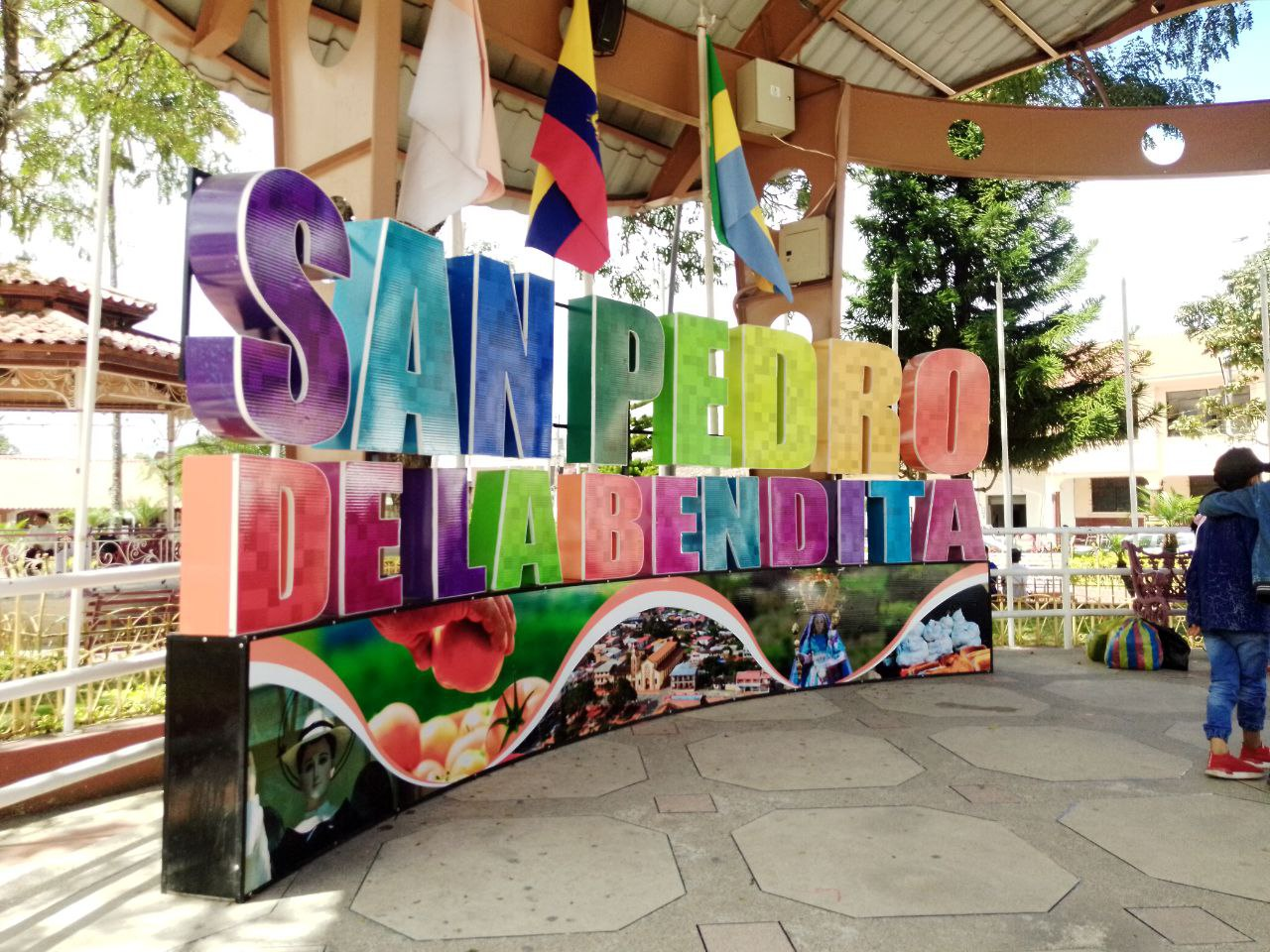
Plaza principal de San Pedro de la Bendita

## Escuelas y colegios
La parroquia San Pedro de la Bendita cuenta con tres centros educativos cada uno de ello con infraestructura propia:
- Escuela Fiscomisional "San Vicente Ferrer"
- Unidad Educativa " 8 de DICIEMBRE"

## Deportes
- Indor, básquet, ciclismo de ruta, downhill, drift trike y descenso en carros de madera.